# Jean-Marc Salomon
 (décembre 2013).
Si vous disposez d'ouvrages ou d'articles de référence ou si vous connaissez des sites web de qualité traitant du thème abordé ici, merci de compléter l'article en donnant les références utiles à sa vérifiabilité et en les liant à la section « Notes et références ».
Jean-Marc Salomon, né en 1957, est un amateur d'art contemporain.
Un des héritiers du groupe Salomon (fils du fondateur), architecte de métier, Jean-Marc Salomon est grand acheteur d'art contemporain. 

Il a fondé, avec son épouse Claudine, la Fondation d'art contemporain Salomon dans le château d'Arenthon, à Alex, près d'Annecy en Haute-Savoie.